# アーモリーショー

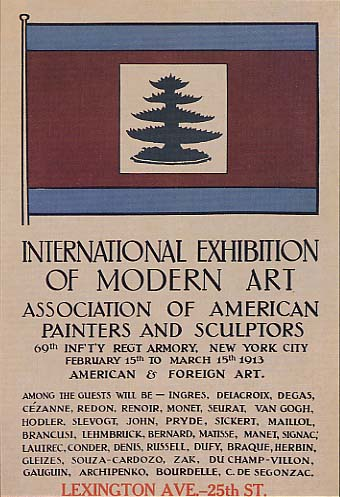
1913年のポスター

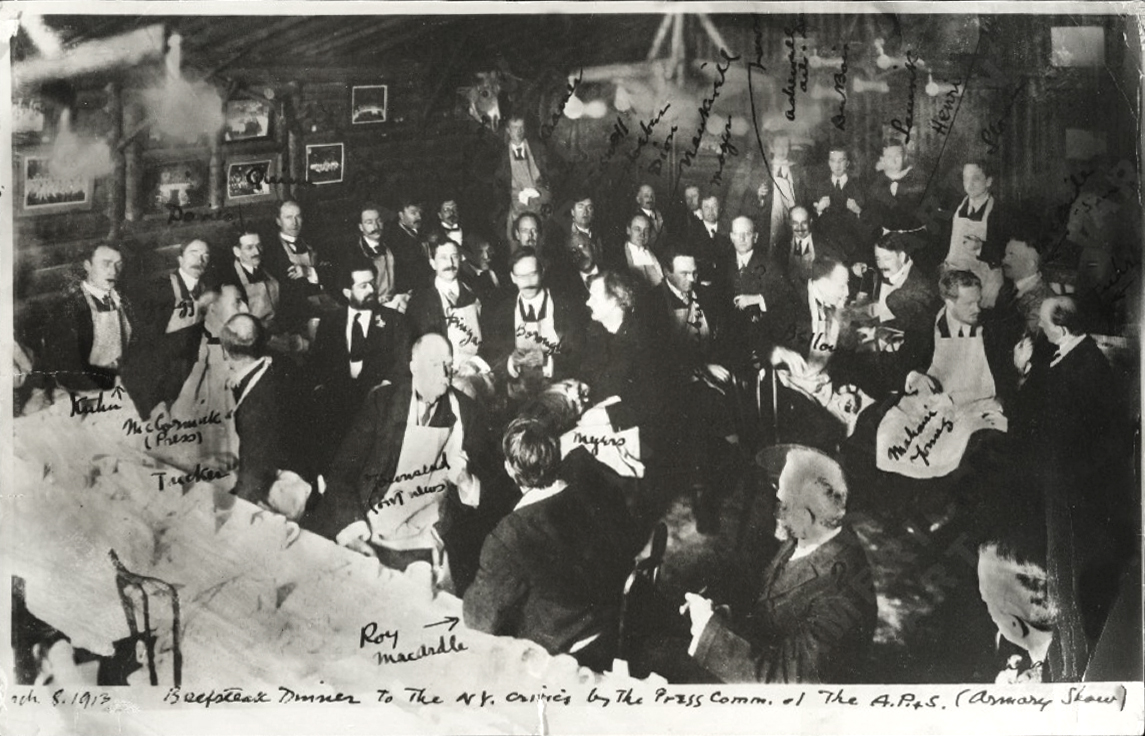
1913年の出展者と記者のディナーの風景

アーモリー・ショー（Armory Show）とは、アメリカにおいて、アメリカ画家・彫刻家協会（the Association of American Painters and Sculptors）の組織により、1913年に行われた大規模な美術の展覧会。ニューヨークを皮切りに、ボストンとシカゴを巡回した。正式名称は、「国際現代美術展」（The International Exhibition of Modern Art）であるが、最初の開催地であるニューヨークでは、兵器倉庫を利用して開催されたため、開催された場所から、一般には、アーモリー・ショーと呼ばれる。
1911年に後にアメリカ画家彫刻家協会に発展する会合が開かれ、ヘンリー・フィッチ・テイラー、ジェローム・マイヤーズ、エルマー・リヴィングストン・マクレー、ウォルト・クーンの4人が集まった。また、アーモリー・ショーを組織した者は、ウォルト・クーン（Walt Kuhn; 1880年-1949年）、ウォルター・パッチ（Walter Pach; 1883年-1958年）、アーサー・ボーウェン・デービス（Arthur Bowen Davies; 1862年-1928年）、ジョン・スローン（John Sloan; 1871年-1951年）などで、アルフレッド・スティーグリッツも企画に参加したという。
展示された作品は、1200点以上にも上り、ヨーロッパ作家によるものとアメリカ作家によるものとで半々であったが、ヨーロッパ側は、当時のさまざまな前衛的な美術動向を含んだものであったこともあり、そのエネルギーや作品の質において、アメリカ作家の、穏健な、洗練されてもおらず、前衛的ともいえない作品をはるかにしのいでいた。
展示されたヨーロッパの作品の傾向は、印象派、新印象派、ポスト印象派、フォーヴィスム、キュビスムなどで、要するにフランスが中心であり、ドイツ表現主義はほとんど含まれておらず、未来派にいたっては、皆無といってよかった。
この展覧会は、大きな話題にもなり、賞賛も多かったが、一方で、大いに反発もあった（シカゴの「人形焼き事件」は有名）。いずれにしろ、美術界に限らず、アメリカに衝撃的とも言うべき大きな影響を与えたことは間違いなく、291ギャラリーなどの極めて限られた場所で紹介されていただけのアメリカの前衛美術は、これ以降開花に向かったといえる。
本展について言えば、特に、マルセル・デュシャンの「階段を降りる裸体」（1912年）は、賛否両論を巻き起こし、デュシャンが渡米する大きなきっかけとなった。その結果、ニューヨーク・ダダへとつながっていくことにもなる。

## 展示された作品の例
- ポール・セザンヌ: Les Grandes Baigneuses, 1898–1905
- ポール・セザンヌ: Mont Sainte-Victoire, 1904–1906
- ウジェーヌ・ドラクロワ: Jésus sur le lac de Génézareth, 1853
- ロベール・ドローネー: Les Fenêtres sur la ville, 1912
- ジャクリーヌ・マルヴァル: Les Odalisques, 1902/03
- エドゥアール・マネ: Combat de taureau, 1866
- クロード・モネ: 「印象・日の出」, 1872
- ジョルジュ・スーラ: Les Poseuses, 1888
- アーサー・ボーウェン・デービス: Reclining Woman, 1911, Zeichnung, Pastell auf grauem Papier
- モーリス・プレンダーガスト: Landscape With Figures, 1913
- J.A.ウィアー: The Red Bridge, 1895
- ワシリー・カンディンスキー: Improvisation 27, Garden of Love II, 1912
- アマデオ・デ・ソウザ＝カルドーゾ:ウサギの跳躍, 1911
- エドワード・ミドルトン・マニゴールト:The Clown, 1912

- オディロン・ルドン: Roger et Angélique, 1910
- ロバート・ヘンライ: Figure in Motion, 1913
- ヴィルヘルム・レームブルック: Kniende, 1911

## 関連文献
- ミルトン・W・ブラウン 『アーモリー・ショウ物語』 木村要一訳、美術出版社、2006年